# Prowincja Treviso
Prowincja Treviso (wł. Provincia di Treviso) – prowincja we Włoszech. 
Nadrzędną jednostką podziału administracyjnego jest region (tu: Wenecja Euganejska), a podrzędną jest gmina.
Liczba gmin w prowincji: 95.